# Station Kontich-Lint
Station Kontich-Lint, voordien Station Kontich, Station Kontich-Kazerne en Station Kontich-Oost geheten, is een spoorwegstation langs spoorlijnen 25 en 27 (Brussel - Antwerpen) met het stationsgebouw en de westelijke sporen van spoorlijn 25 in de gemeente Kontich. De oostelijke sporen van spoorlijn 27 liggen echter in de buurgemeente Lint omdat de spoorweg aan het eilandperron 2-3 de grens vormt tussen beide gemeenten. Langs de vroegere spoorlijn 61 (Antwerpen - Aalst) lag het station Kontich-Dorp.
Vanuit dit station is een aftakking naar spoorlijn 13 richting Lier.
De loketten van dit station zijn enkel in de week geopend tussen 5:45 en 13u. In de loop van 2021 zullen de loketten hier hun deuren sluiten en zal het station een stopplaats worden.

## Naam
Het station, dat iets verder weg ligt van de dorpskern van Kontich, heeft reeds verschillende namen gedragen. Van bij de opening in 1836 heette het kortweg Station Contich, waarna het in 1885 veranderde in Station Kontich-Oost. In 1903 werd de naam gewijzigd in Station Kontich-Kazerne omwille van de nabijheid van een legerkazerne (de wijk draagt nog steeds de naam Kontich-Kazerne). Vanaf 1974 droeg het station weer zijn oorspronkelijke naam, Station Kontich. In juni 2016 werd aangekondigd dat de naam van het station zou wijzigen naar Station Kontich-Lint, gezien de nabijheid van de plaats Lint. Op 11 juni 2017 ging de naamsverandering van kracht.
Andere vroegere stations in Kontich waren station Kontich-Dorp, station Kontich-Molenstraat en station Kontich-Nieuwe Lei.

## De treinramp van Kontich (1908)
Op 21 mei 1908 reed een trein, wegens een verkeerde wisselstand, in het station Kontich in op een stilstaande reizigerstrein. Drie rijtuigen werden vernield en er vielen 40 doden.

## Treindienst
| Serie | Treinsoort             | Route                                                                                      | Bijzonderheden |
| ----- | ---------------------- | ------------------------------------------------------------------------------------------ | --- |
| S 1   | S-trein Brussel (NMBS) | Charleroi-Centraal – /Nijvel – Brussel-Zuid – Mechelen – Kontich-Lint – Antwerpen-Centraal | Op zondag een deel Brussel-Noord - Nijvel en een deel Brussel-Zuid - Antwerpen-Centraal. Tijdens de week eerste en laatste ritten van/naar Charleroi-Centraal. |

## Galerij

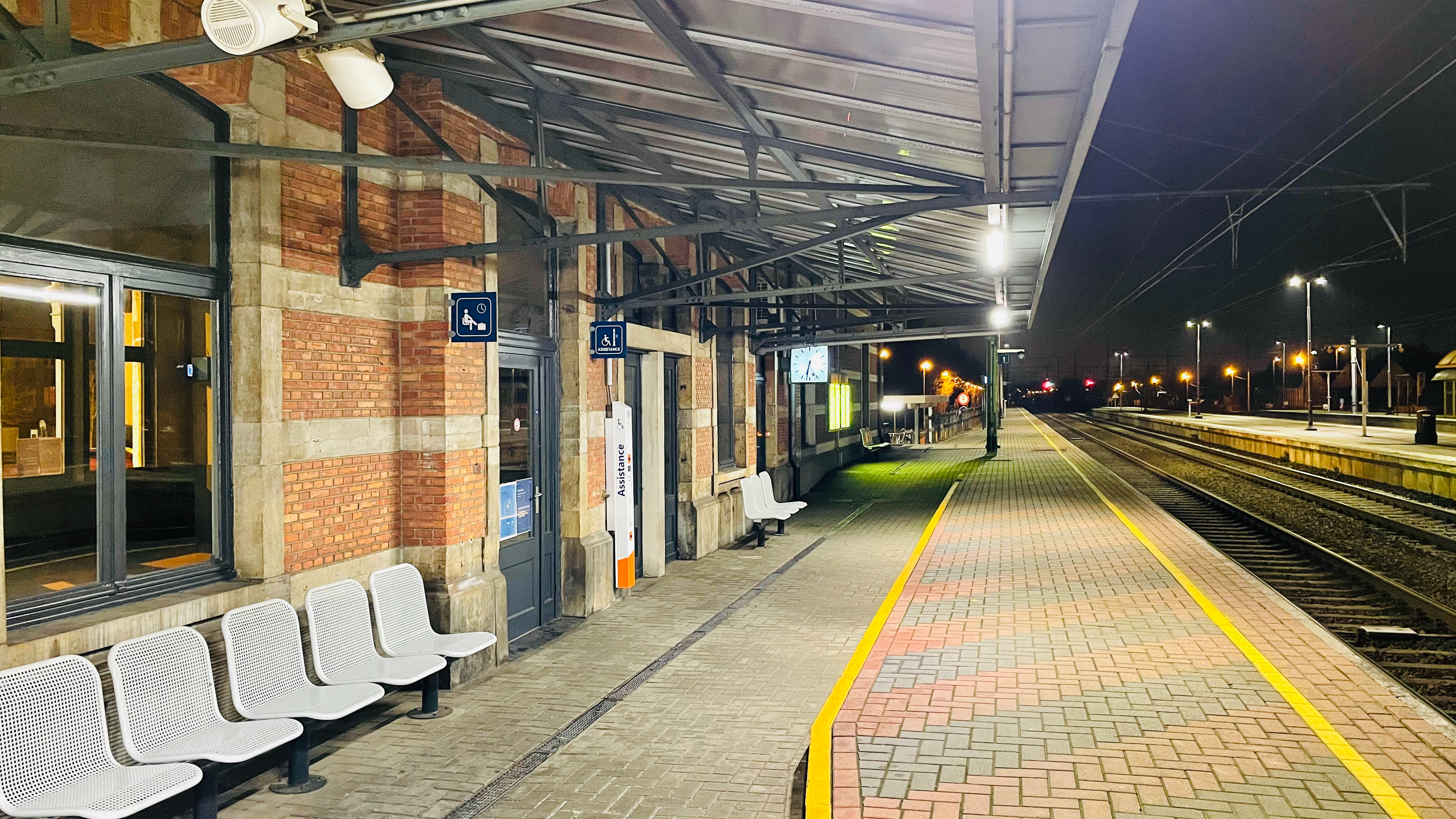
Zicht op de perrons
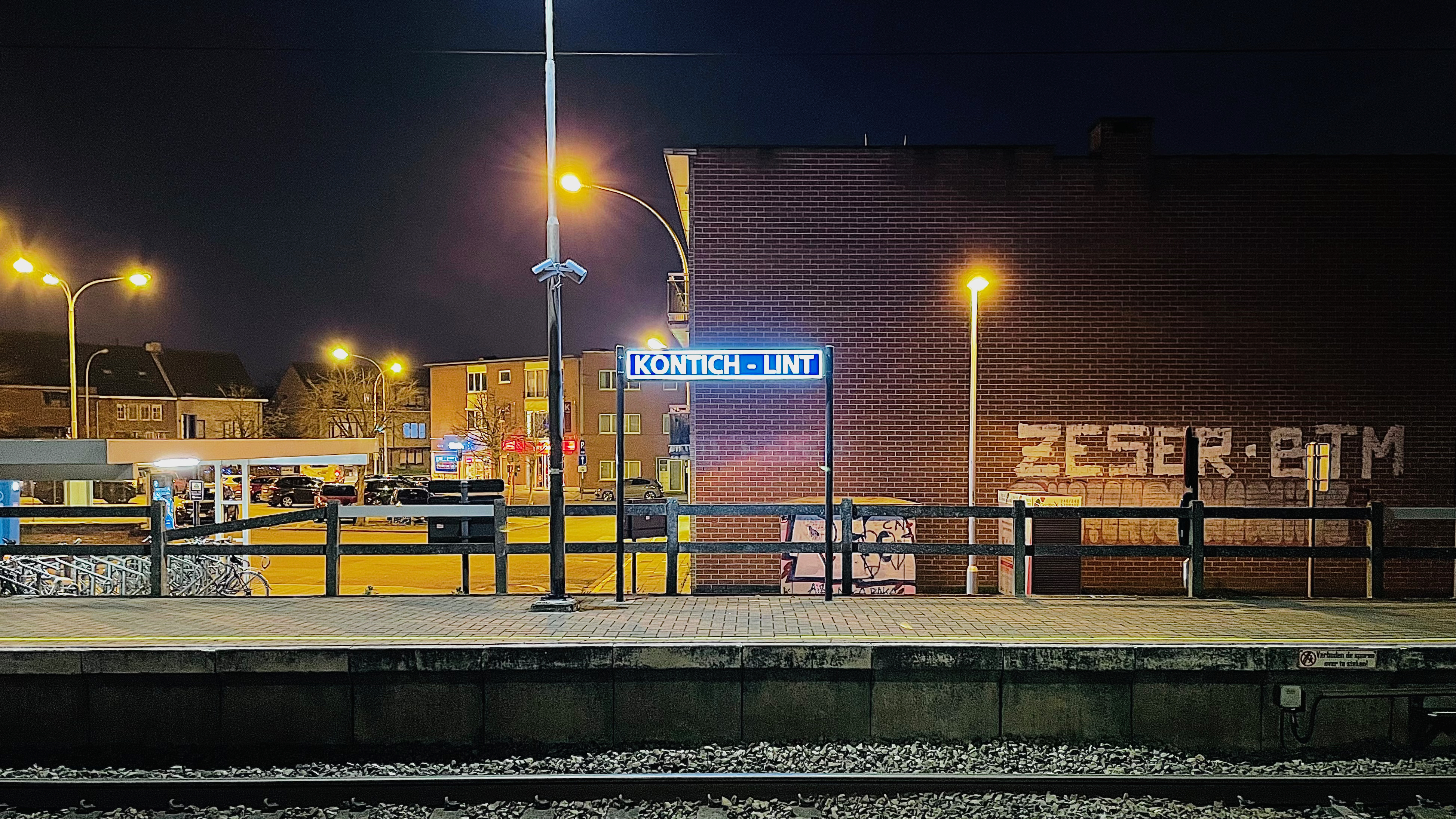
Naambord op een perron
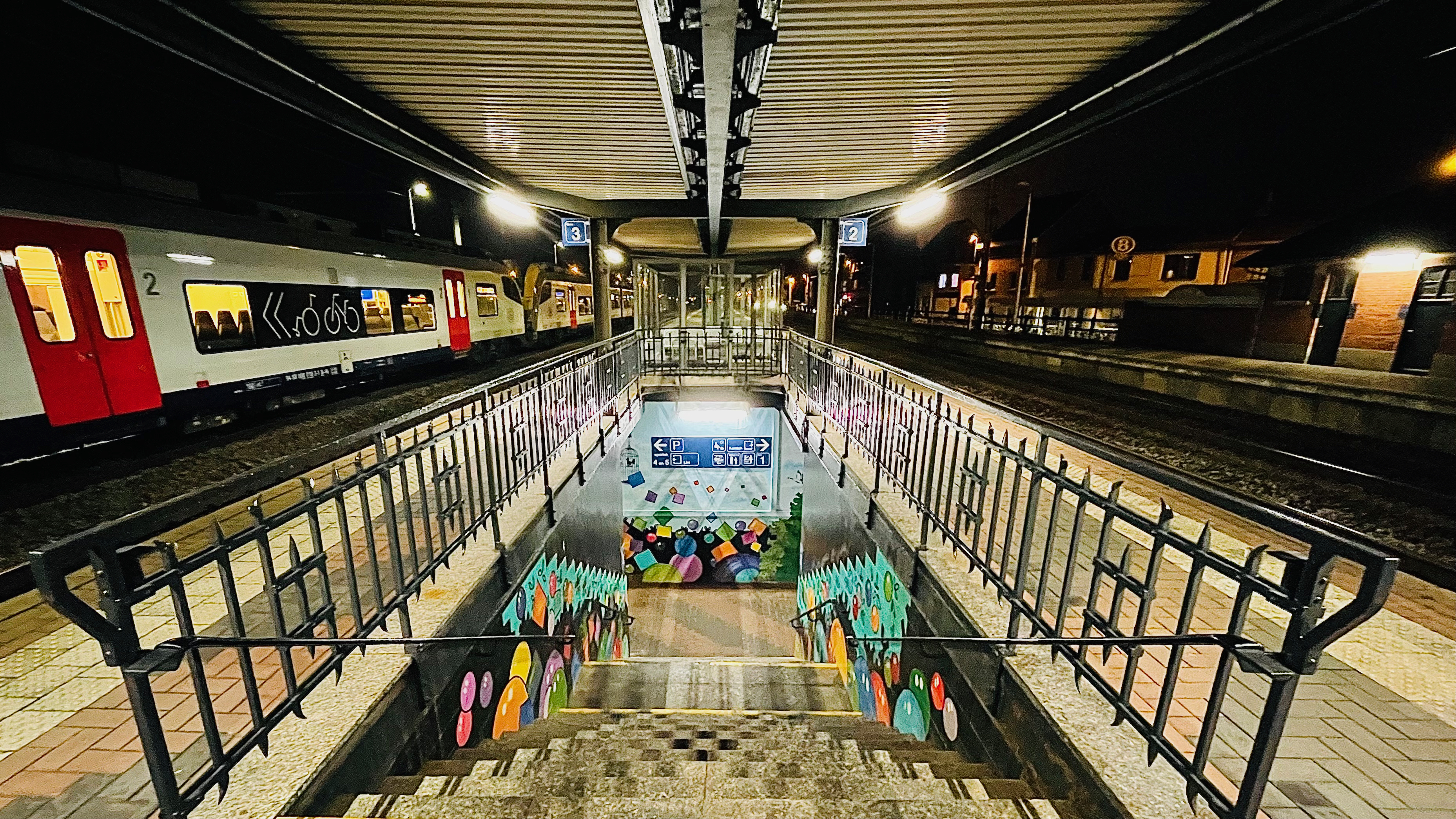
Trap naar een perron
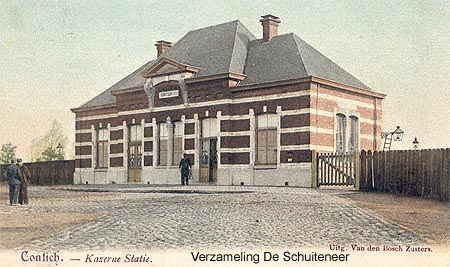
Oude postkaart van het station

## Reizigerstellingen
De grafiek en tabel geven het gemiddeld aantal instappende reizigers weer op een week-, zater- en zondag.
| Tabel: aantal instappende reizigers station Kontich-Lint | Tabel: aantal instappende reizigers station Kontich-Lint | Tabel: aantal instappende reizigers station Kontich-Lint | Tabel: aantal instappende reizigers station Kontich-Lint |
|                                                          | Weekdag                                                  | Zaterdag                                                 | Zondag                                                   |
| -------------------------------------------------------- | -------------------------------------------------------- | -------------------------------------------------------- | -------------------------------------------------------- |
| 1977                                                     | 1 664                                                    | 384                                                      | 303                                                      |
| 1978                                                     | 1 510                                                    | 375                                                      | 279                                                      |
| 1979                                                     | 1 394                                                    | 487                                                      | 301                                                      |
| 1980                                                     | 1 675                                                    | 469                                                      | 411                                                      |
| 1981                                                     | 1 495                                                    | 446                                                      | 302                                                      |
| 1982                                                     | 1 427                                                    | 409                                                      | 267                                                      |
| 1983                                                     | 1 411                                                    | 404                                                      | 217                                                      |
| 1984                                                     | 1 021                                                    | 303                                                      | 197                                                      |
| 1985                                                     | 1 147                                                    | 305                                                      | 403                                                      |
| 1986                                                     | 1 220                                                    | 288                                                      | 202                                                      |
| 1987                                                     | 1 172                                                    | 251                                                      | 210                                                      |
| 1988                                                     | 1 091                                                    | 321                                                      | 269                                                      |
| 1989                                                     | 1 276                                                    | 290                                                      | 207                                                      |
| 1990                                                     | 1 080                                                    | 264                                                      | 206                                                      |
| 1991                                                     | 1 125                                                    | 277                                                      | 213                                                      |
| 1992                                                     | 1 156                                                    | 285                                                      | 211                                                      |
| 1993                                                     | 1 106                                                    | 285                                                      | 191                                                      |
| 1994                                                     | 1 099                                                    | 274                                                      | 224                                                      |
| 1995                                                     | 1 016                                                    | 203                                                      | 168                                                      |
| 1996                                                     | 1 152                                                    | 332                                                      | 188                                                      |
| 1997                                                     | 1 077                                                    | -                                                        | -                                                        |
| 1998                                                     | 1 056                                                    | 310                                                      | 176                                                      |
| 1999                                                     | 1 131                                                    | 259                                                      | 244                                                      |
| 2000                                                     | 837                                                      | 220                                                      | 216                                                      |
| 2001                                                     | 1 125                                                    | 296                                                      | 248                                                      |
| 2002                                                     | 1 125                                                    | 279                                                      | 222                                                      |
| 2003                                                     | 1 122                                                    | 258                                                      | 221                                                      |
| 2004                                                     | 1 215                                                    | 398                                                      | 268                                                      |
| 2005                                                     | 1 203                                                    | 365                                                      | 258                                                      |
| 2006                                                     | 1 318                                                    | 396                                                      | 279                                                      |
| 2007                                                     | 1 207                                                    | 328                                                      | 300                                                      |
| 2008                                                     | -                                                        | -                                                        | -                                                        |
| 2009                                                     | 1 057                                                    | 182                                                      | 172                                                      |
| 2010                                                     | -                                                        | -                                                        | -                                                        |
| 2011                                                     | -                                                        | -                                                        | -                                                        |
| 2012                                                     | 926                                                      | 277                                                      | 312                                                      |
| 2013                                                     | 962                                                      | 286                                                      | 289                                                      |
| 2014                                                     | 952                                                      | 216                                                      | 280                                                      |
| 2015                                                     | 955                                                      | 254                                                      | 271                                                      |
| 2016                                                     | 954                                                      | 273                                                      | 177                                                      |
| 2017                                                     | 871                                                      | 353                                                      | 320                                                      |
| 2018                                                     | 939                                                      | 354                                                      | 360                                                      |
| 2019                                                     | 979                                                      | 275                                                      | 339                                                      |
| 2020                                                     | 540                                                      | 314                                                      | 146                                                      |
| 2021                                                     | -                                                        | -                                                        | -                                                        |
| 2022                                                     | 1 044                                                    | 507                                                      | 398                                                      |
| 2023                                                     | 931                                                      | 598                                                      | 424                                                      |
| 2024                                                     | 849                                                      | 479                                                      | 347                                                      |

0,0: Kontich-Lint ·
2,4: Lint ·
6,6: Lier
0,0: Brussel-Groendreef ·
0,0: Brussel-Noord ·
2,4: Schaarbeek ·
7,3: Buda ·
9,4: Vilvoorde ·
13,6: Eppegem ·
15,9: Weerde ·
19,5: Mechelen-Kanaal ·
20,4: Mechelen ·
22,0: Mechelen-Nekkerspoel ·
26,5: Sint-Katelijne-Waver ·
28,9: Duffel ·
33,8: Kontich-Lint ·
36,2: Hove ·
38,1: Mortsel-Oude-God ·
39,7: Mortsel-Deurnesteenweg ·
39,7: Mortsel ·
41,8: Antwerpen-Berchem ·
43,8: Antwerpen-Centraal ·
47,6: Antwerpen-Luchtbal
0,0: Brussel-Noord ·
2,4: Schaarbeek ·
7,2: Machelen ·
9,4: Vilvoorde ·
13,6: Eppegem ·
15,9: Weerde ·
19,5: Mechelen-Kanaal ·
20,4: Mechelen ·
22,0: Mechelen-Nekkerspoel ·
26,5: Sint-Katelijne-Waver ·
28,9: Duffel ·
33,8: Kontich-Lint ·
36,2: Hove ·
38,2: Mortsel-Liersesteenweg ·
39,8: Mortsel ·
41,8: Antwerpen-Berchem ·
43,8: Antwerpen-Centraal
0,0: Kontich ·
2,0: Edegem ·
3,8: Kontich-Dorp ·
8,8: Reet ·
12,1: Boom-Krekelenberg ·
14,0: Boom ·
18,5: Willebroek ·
21,7: Tisselt-West ·
26,1: Londerzeel-Oost ·
27,5: Londerzeel ·
30,7: Steenhuffel ·
34,2: Peizegem ·
37,4: Opwijk ·
40,3: Nijverseel ·
41,8: Baardegem ·
44,2: Moorsel ·
46,2: Mijlbeke ·
49,3: Aalst